# Puiseux-en-France
Puiseux-en-France – miejscowość i gmina we Francji, w regionie Île-de-France, w departamencie Dolina Oise.
Według danych na rok 1990 gminę zamieszkiwało 3121 osób, a gęstość zaludnienia wynosiła 611 osób/km² (wśród 1287 gmin regionu Île-de-France Puiseux-en-France plasuje się na 399. miejscu pod względem liczby ludności, natomiast pod względem powierzchni na miejscu 669.).